# Galago gabonensis
El gálago de Gabón (Sciurocheirus gabonensis) es una especie de primate estrepsirrino perteneciente a la familia Galagidae. Habita en la mitad sur de Camerún, Río Muni (Guinea Ecuatorial), Gabón y la República del Congo. La longitud corporal es de 21,5 centímetros, con una cola de 25 cm y un peso de aproximadamente 280 gramos. Vive en la selva tropical húmeda y se alimenta principalmente de frutos caídos, pero también lo hace de artrópodos. Originalmente se incluía dentro de la especie Galago alleni, pero esta especie se restringe actualmente a la población de la isla Bioko.